# Біле озеро (Россонський район, північне)
Бі́ле (біл. Бёлае) — невелике озеро в Россонському районі Вітебської області Білорусі.
Озеро розташоване за 24 км на північний захід від селища Россони, серед соснового лісу. Озеро є популярним місцем відпочинку.
Довжина озера — 2,75 км, ширина — 2,25 км, площа — 3,01 км². Обмежене стрімкими піщаними схилами, вкритими лісами. Береги низькі, піщані, на сході більш високі, торф'янисті, вкриті лісами та чагарниками. Мілководдя піщане, дно глибиною до 2 м вкрите мулом та сапропелем. Вода досить прозора.